# Seleção Neerlandesa de Basquetebol
A Seleção Neerlandesa de Basquetebol é a equipe que representa os Países Baixos em competições internacionais. É mantido pela Nederlandse Basketball Bond (português:Federação Neerlandesa de Basquetebol).
A equipe masculina tem a alcunha de Orange Lions (português:Leões Laranjas).